# Łeonid Hrabowski

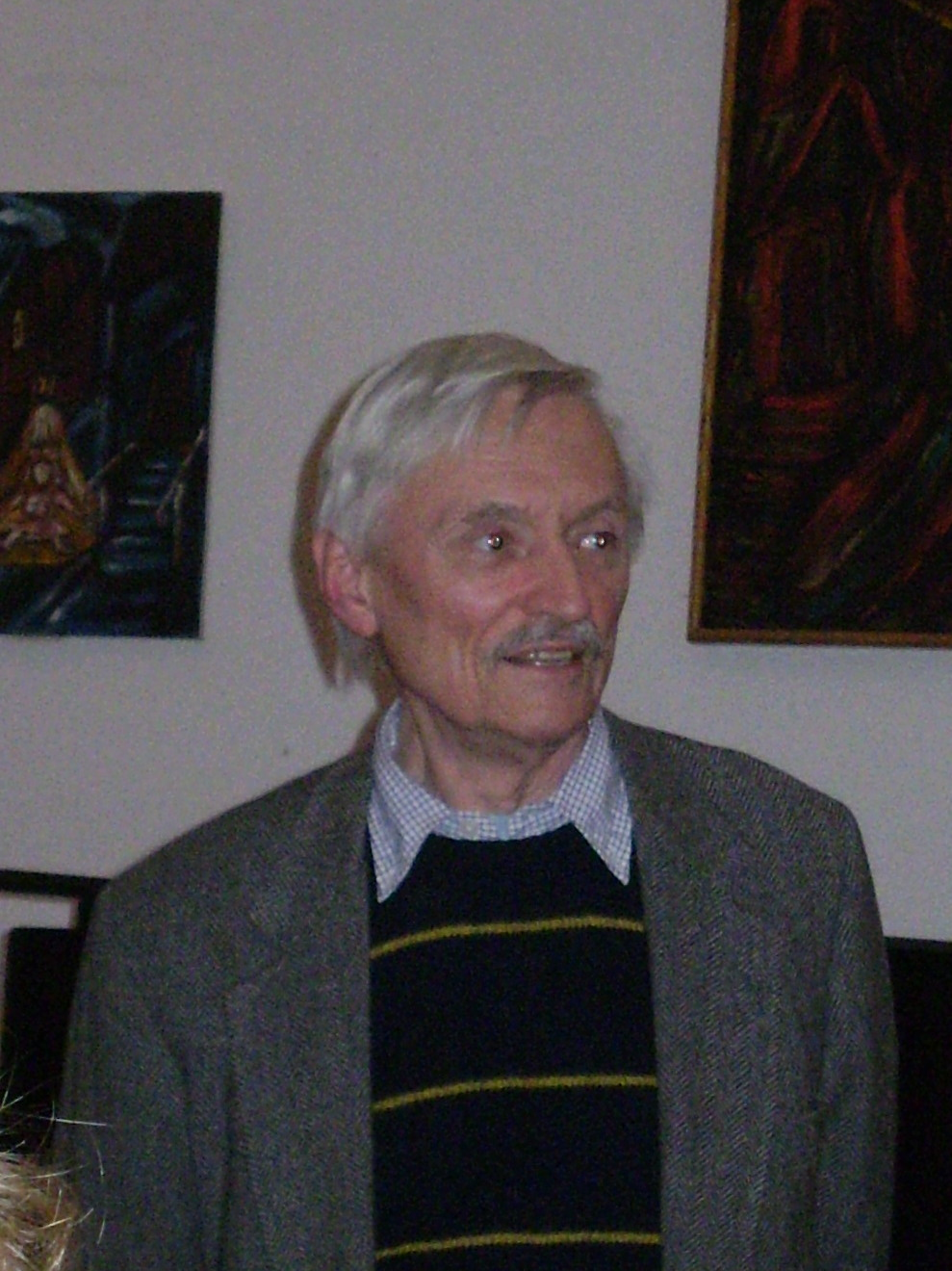
Łeonid Hrabowski

Łeonid Hrabowski, ukr. Леонід Грабовський (ur. 28 stycznia 1935) – ukraiński kompozytor.
W latach 1954–1959 uczęszczał do Konserwatorium Kijowskiego, studiując kompozycję u L. Rewuckiego i B. Latoszynskiego. W połowie lat sześćdziesiątych XX wieku stał się słynnym kompozytorem kierunku awangardowego. W roku 1981 wyjechał do Moskwy, a w 1989 – do Stanów Zjednoczonych gdzie pracuje i teraz.